# スパゲッティ化現象

不均一な重力場において球体に作用する潮汐力。この効果は図の右側 (あるいは左側) のソースから発生する。矢印の長さは力の強さを示す。

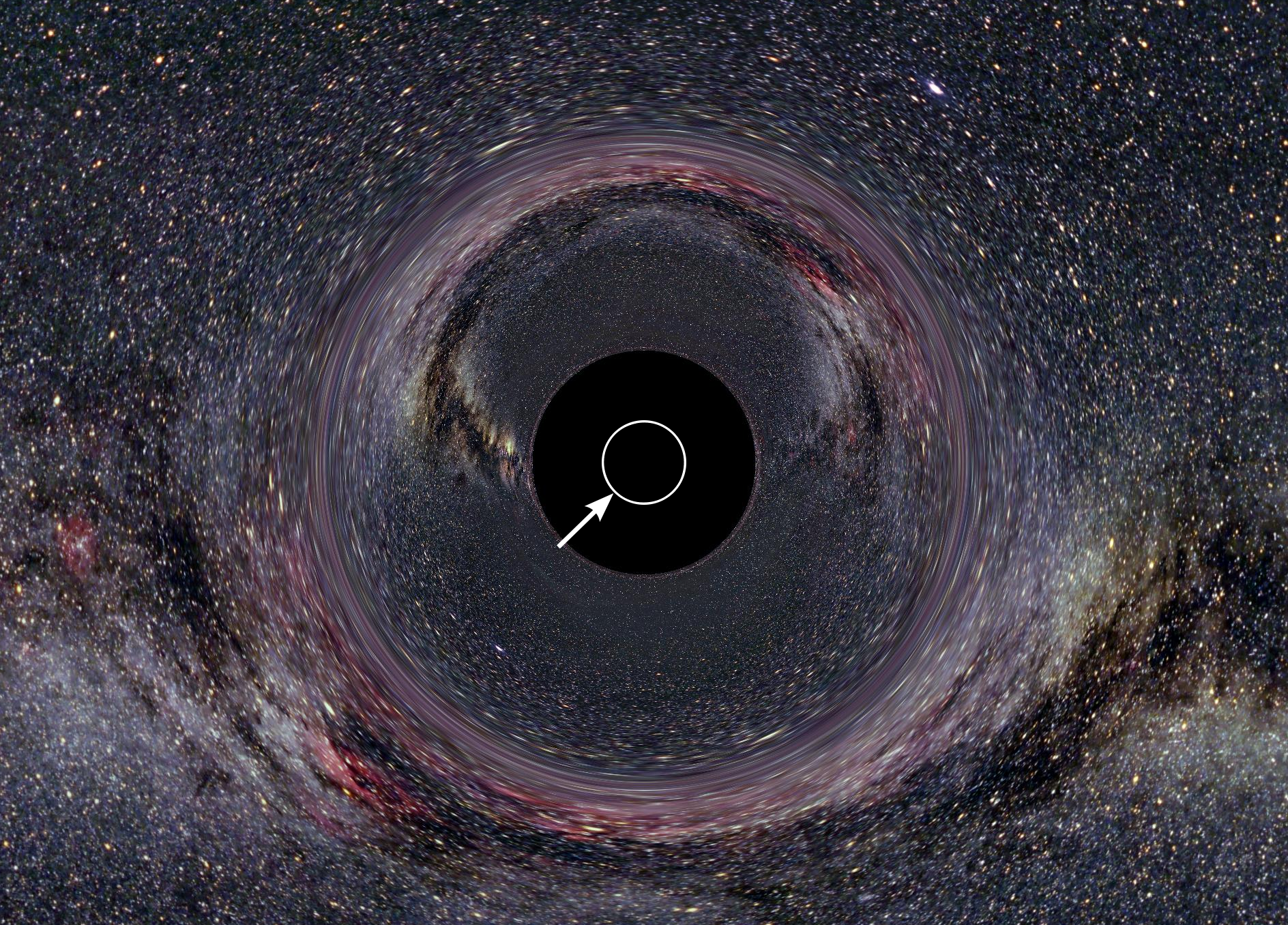
ブラックホールの事象の地平面 (event horizon、シュヴァルツシルト面)、天の川銀河

天体物理学におけるスパゲッティ化現象 (スパゲッティかげんしょう、spaghettification）、もしくはヌードル効果（ヌードルこうか、noodle effect）とは、非常に強く不均一な重力場によって、物体が垂直方向への引き延ばしおよび水平方向の圧縮を受け、スパゲッティのように細長い形状になる現象。これは極端な潮汐力によって引き起こされる。ブラックホールが最も顕著な例で、付近の引き延ばしは非常に強力であり、どれほど強力な構造を持つ物体であってもこれに耐えることは不可能である。狭い範囲内では、水平方向の圧縮が垂直方向の引き延ばしとの均衡を保つために "スパゲッティ化した" 小さな物体の体積は変化しない。
スティーブン・ホーキング博士は、ブラックホールの事象の地平面を通過する際の架空の宇宙飛行士の様子について「頭からつま先までの重力勾配 (掛かる重力の強さの違い) により ”スパゲッティのように引き延ばされる”」と表現する。この現象は特異点から発し人間の体の一端に掛かる重力が、もう一端に掛かるものよりも非常に大きくなることが原因である。例えば人間がブラックホールに足から落ちると仮定すると、垂直方向に引き延ばされるためにその足にかかる重力は頭の方に掛かる重力よりもはるかに大きくなる。さらに水平方向には圧縮を受けるため、体の右半分は左に、左半分は右に引っ張られる。

## 簡略な例

惑星に向かって落ちる4物体のスパゲッティ化現象

惑星上空に、4つの物体がダイヤモンド型に並んでいるとする。この4物体は重力電場 (gravitoelectric field (英語版)) のラインに沿って天体の中心に向かって動く。逆2乗の法則により、4物体のうち最も高度の低いものが最大の重力加速度を持つため、全体の構造が一直線に収束するように伸びる。
ここで、この4物体がより大きな物体の一部であると考えると、剛体はひずみに抵抗し、潮汐力のバランスをとるために全体を捩り内部弾性を発生させて機械的均衡を得る。このとき潮汐力が大きすぎる場合には、全体が降伏し塑性流動して潮汐力の均衡を得るか、破壊されて、フィラメントあるいは破片の垂直線を形成する。

## 潮汐力の強弱
点質量または球形質量による重力場では、重力方向に配向した均一なロッドの場合、中心の潮汐力を一端部に積分することで中心部における張力を求められる。これは F = μ l m/4r3 と表される ( μ : 巨大質量物体の標準重力パラメータ、l : ロッドの長さ、m : ロッドの質量、r : 巨大質量物体までの距離) 。不均一な物体の場合、中心の質量が大きいほど張力は弱く、端の質量が大きいと張力は最大2倍まで強まる。加えて、中心に向かって水平方向の圧縮力が発生する。
表面を有する巨大質量物質の場合、張力は表面近くで最大であり、この最大値はロッドおよび巨大質量物体の平均密度にのみ依存する (巨大質量物体に対してロッドが小さい場合に限る) 。例えば、質量1キログラムかつ長さ1メートルのロッドと、地球と同じ平均密度を持つ巨大質量物体の場合、潮汐力によって発生する最大張力はわずか0.4マイクロニュートンである。
白色矮星の表面付近の潮汐力は、その高密度のためにはるかに強く、この例では0.24ニュートンまでの最大張力を引き起こす。中性子星の付近では、張力はさらに強力である。ロッドが10,000ニュートンの抗張力を持ち、2.1太陽質量の中性子星に向かって垂直に落ちる場合、融解する場合を考慮しなくても、中心から190キロメートルの距離、表面からはるかに離れた位置で崩壊する (中性子星の典型的半径は約12キロメートル) 。
このケースでは、潮汐力ではなく熱により物体が破壊され、人間が生存不可能となる。また (周囲に物質がないと仮定した) ブラックホール付近では放射が存在しないため、潮汐力のために物体が破壊され、人間の生存が不可能となる。加えて、ブラックホールには落下を止める面が存在しない。したがって、落下する物体は薄い紐状に引き延ばされる。

## 事象の地平面の内外

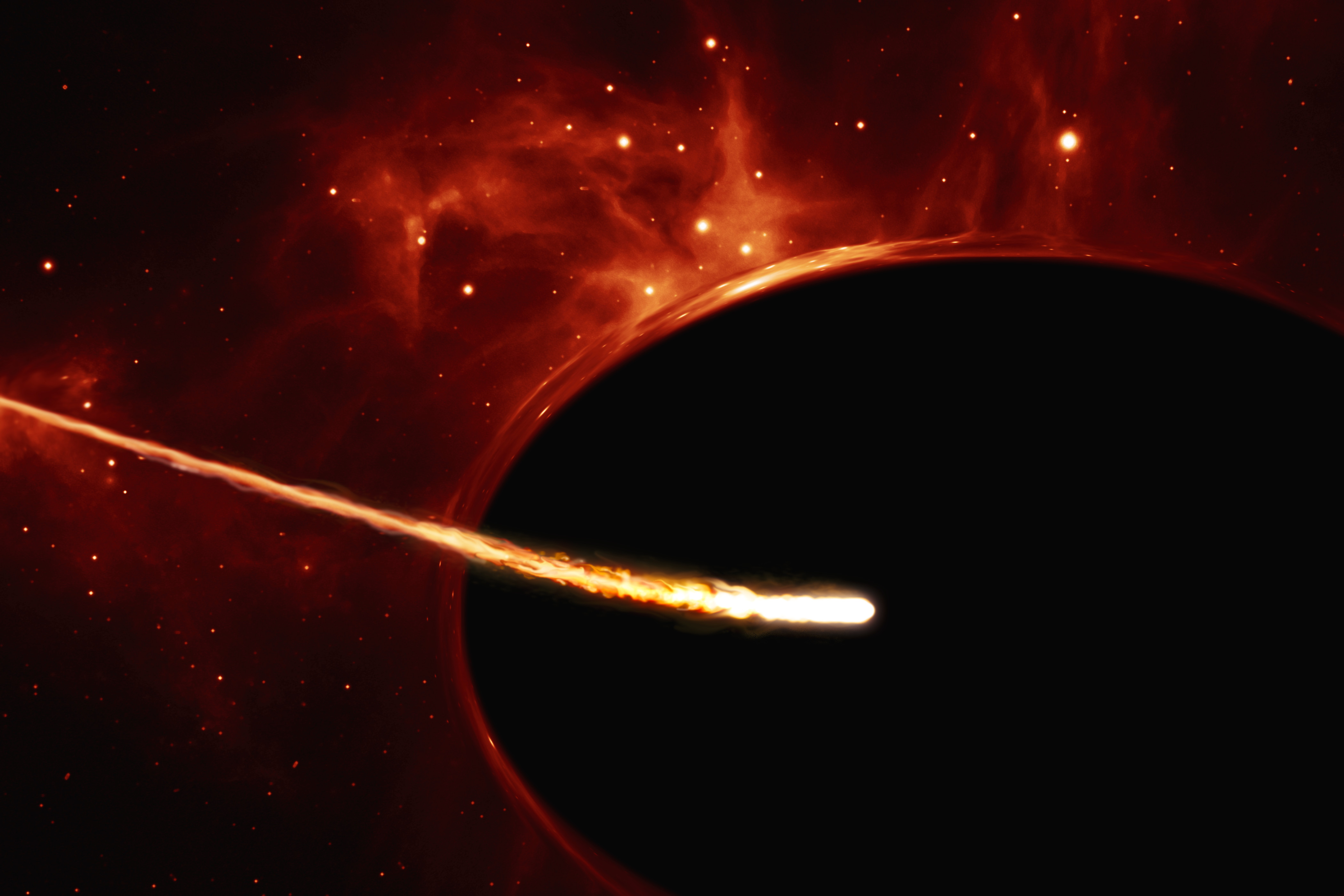
超大型ブラックホール付近の恒星のクローズアップ (コンセプトアート)

潮汐力が物体や人間を破壊する地点はブラックホールの大きさに依存する。銀河の中心にあるような超大型ブラックホールの場合、この地点は事象の地平面内部に存在する。時間の問題ではあるが、事象の地平面に一旦侵入すると即時中心に向かって落ちていくことは避けられないために、宇宙飛行士は圧縮や引き延ばしに一切気付くことなく事象の地平面を通過することになる。シュヴァルツシルト半径が特異点にはるかに近い小さなブラックホールの場合、潮汐力のために宇宙飛行士は事象の地平面への到達を待たずして生存不可能となる。例えば、10太陽質量のブラックホール の場合、30キロメートルのシュヴァルツシルト半径のかなり外側である320キロメートルの地点で上述のロッドは壊れる。10,000太陽質量の超大型ブラックホールの場合、30,000キロメートルのシュヴァルツシルト半径のかなり内側である3,200キロメートルの地点でこれが壊れることになる。